# Martin Brandenburg
Martin Brandenburg (né le 8 mai 1870 à Posen et mort le 19 février 1919 à Stuttgart) est un peintre impressionniste allemand.
Il a été en résidence à la Villa Romana à Florence en 1907.

## Galerie

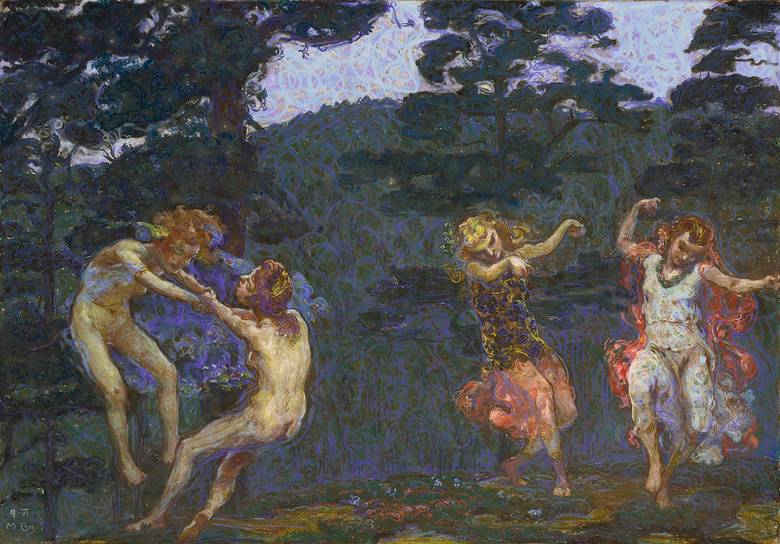
Elfenreigen c1906-1909
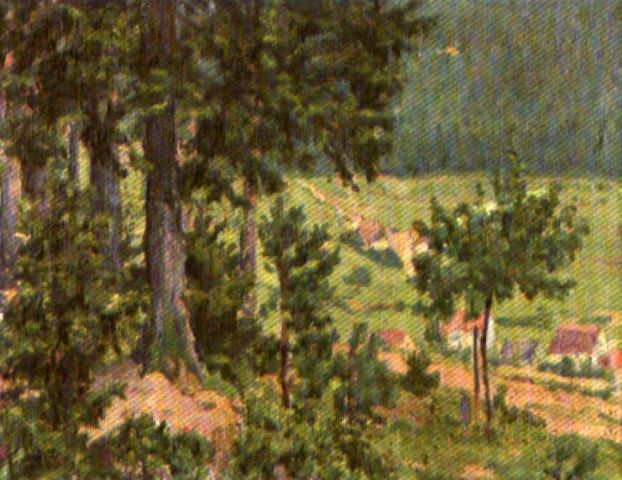
Paysage (avant 1917)
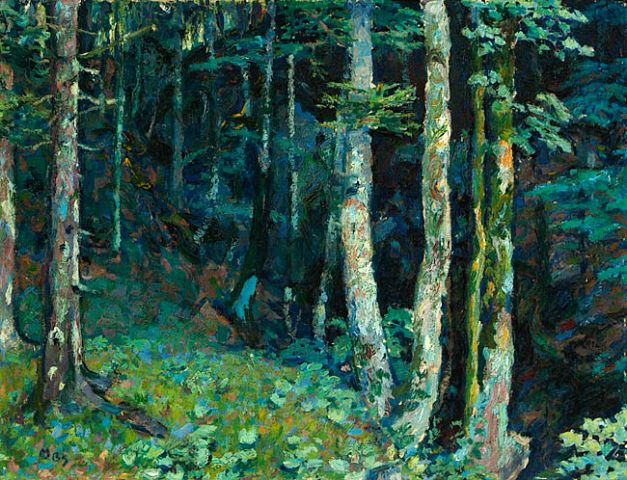
Waldinneres (1919)